# Ülensi
Ülensi – wieś w Estonii, w prowincji Viljandi, w gminie Viljandi.
W latach 1991–2017 (do czasu reformy administracyjnej estońskich gmin) wieś znajdowała się w gminie wiejskiej Tarvastu. 